# Astochia hindostani
Astochia hindostani är en tvåvingeart som först beskrevs av Ricardo 1919.  Astochia hindostani ingår i släktet Astochia och familjen rovflugor. Inga underarter finns listade i Catalogue of Life.